# Phocides
Phocides är ett släkte av fjärilar. Phocides ingår i familjen tjockhuvuden.

## Bildgalleri

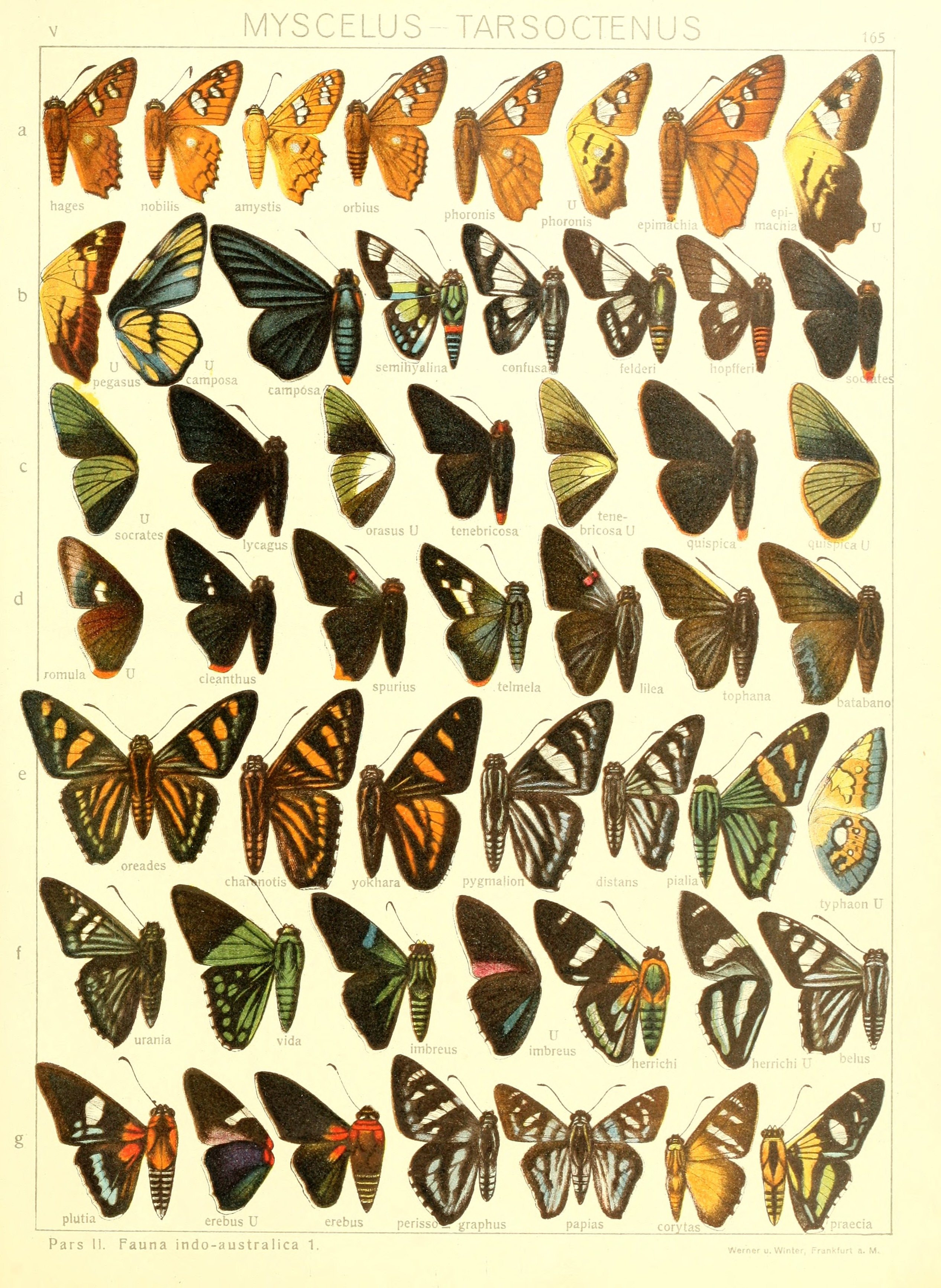
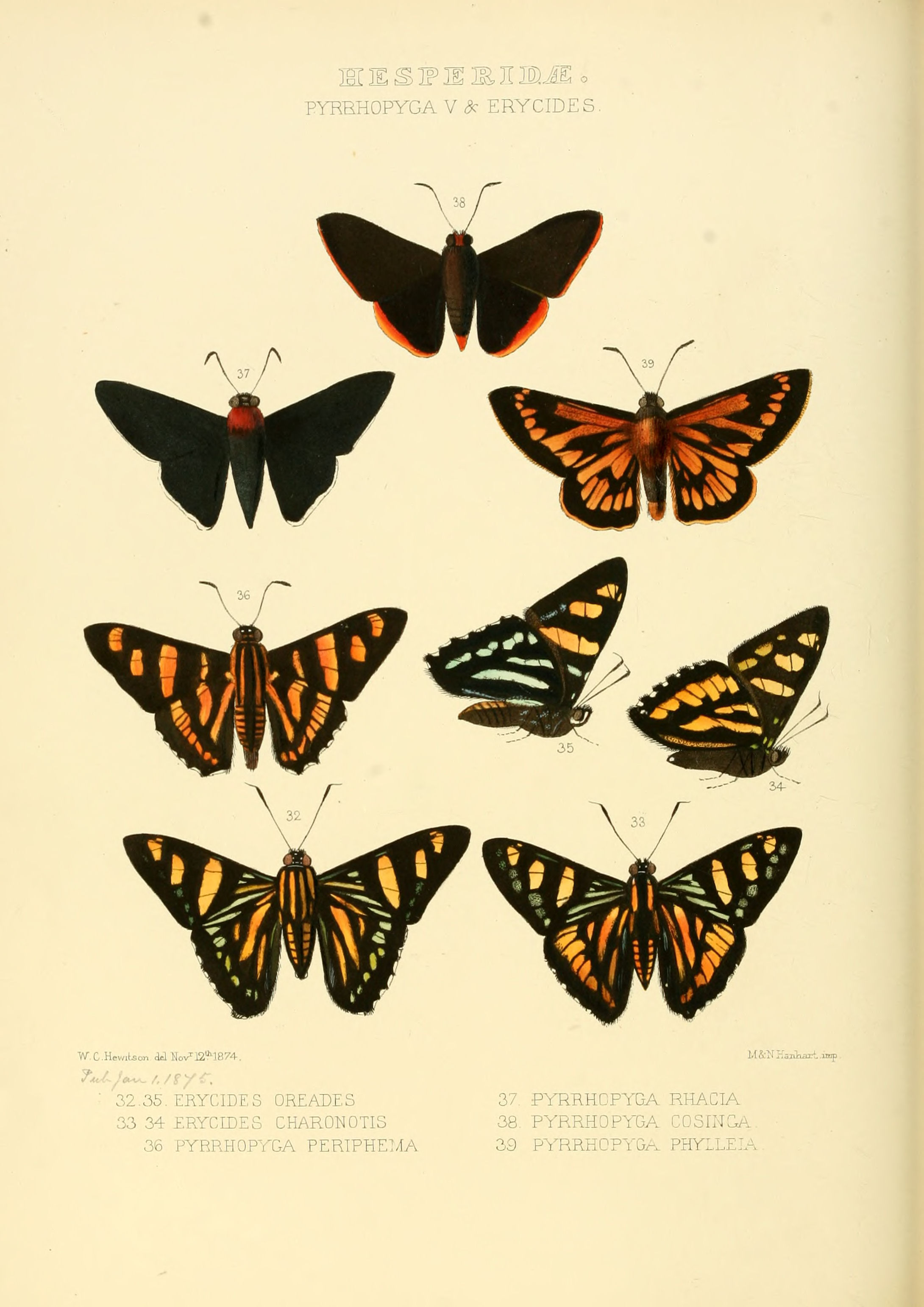
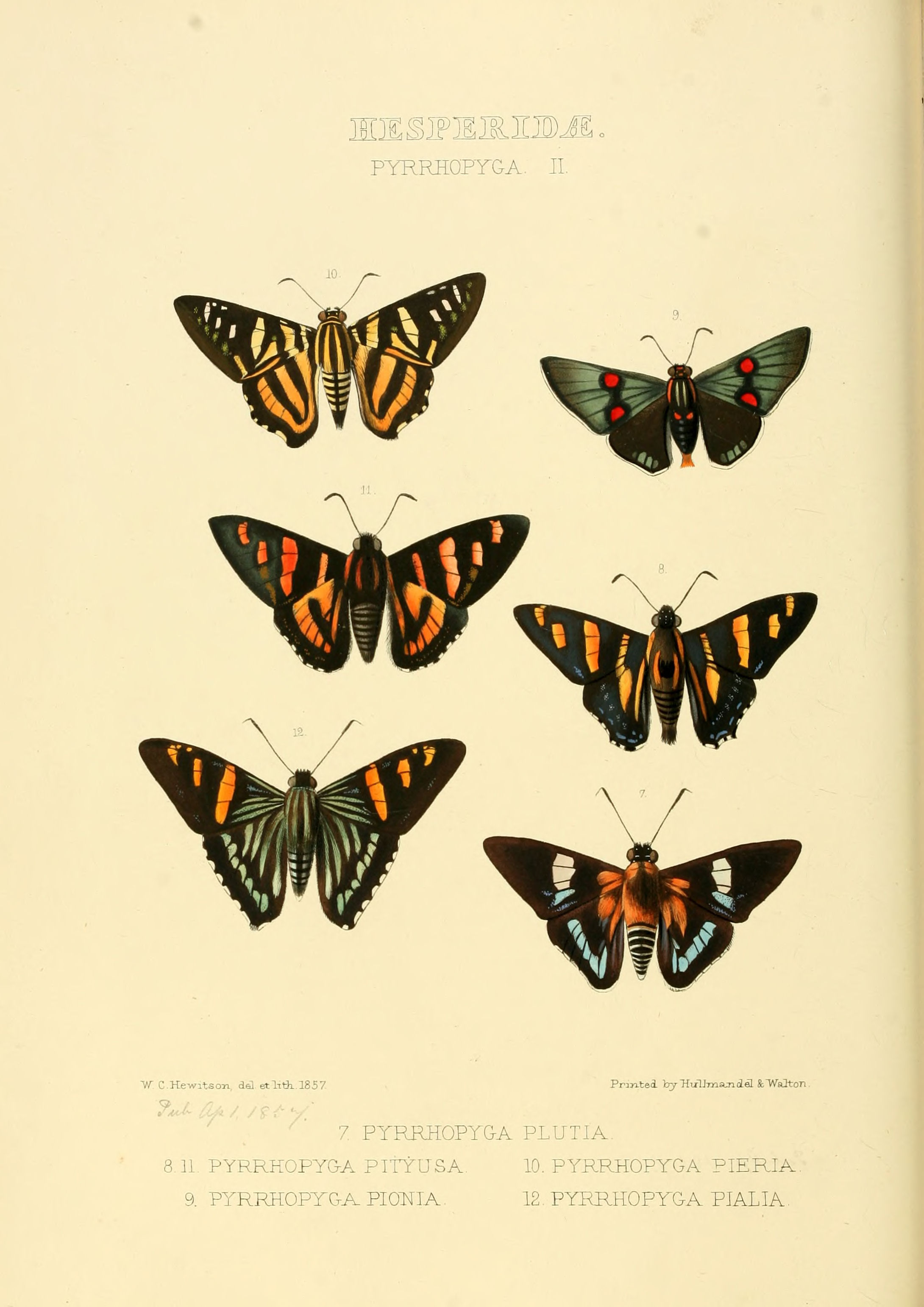
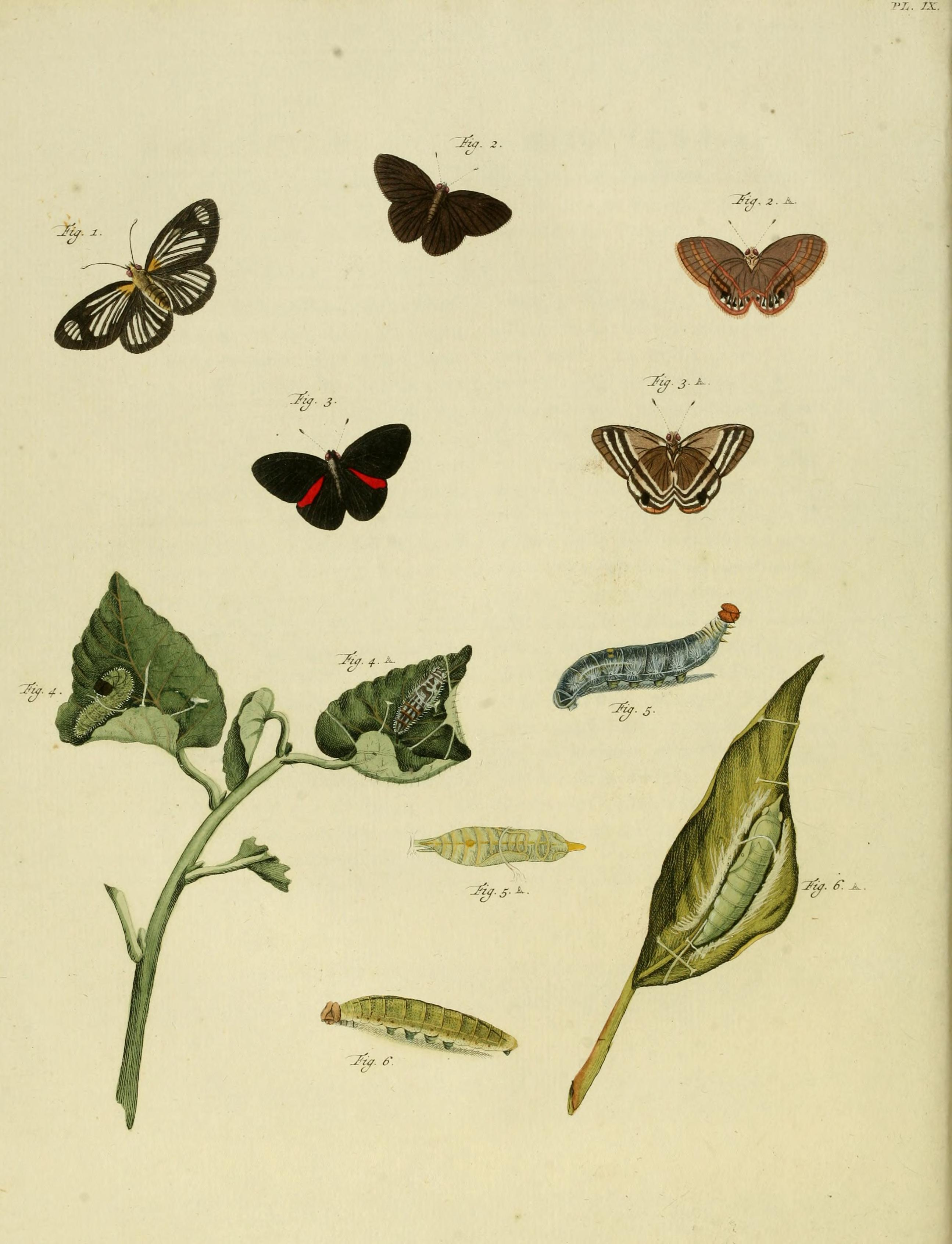
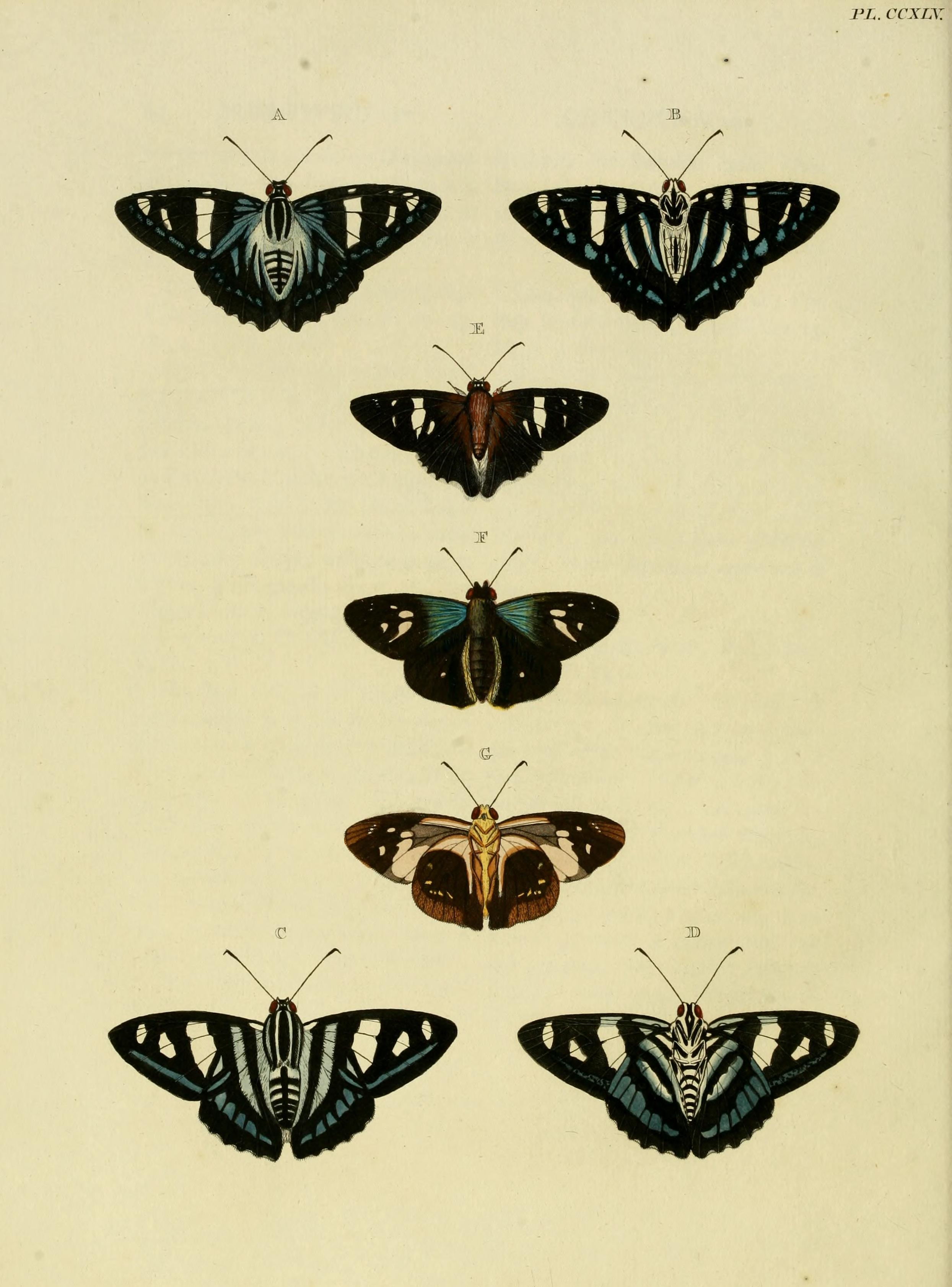
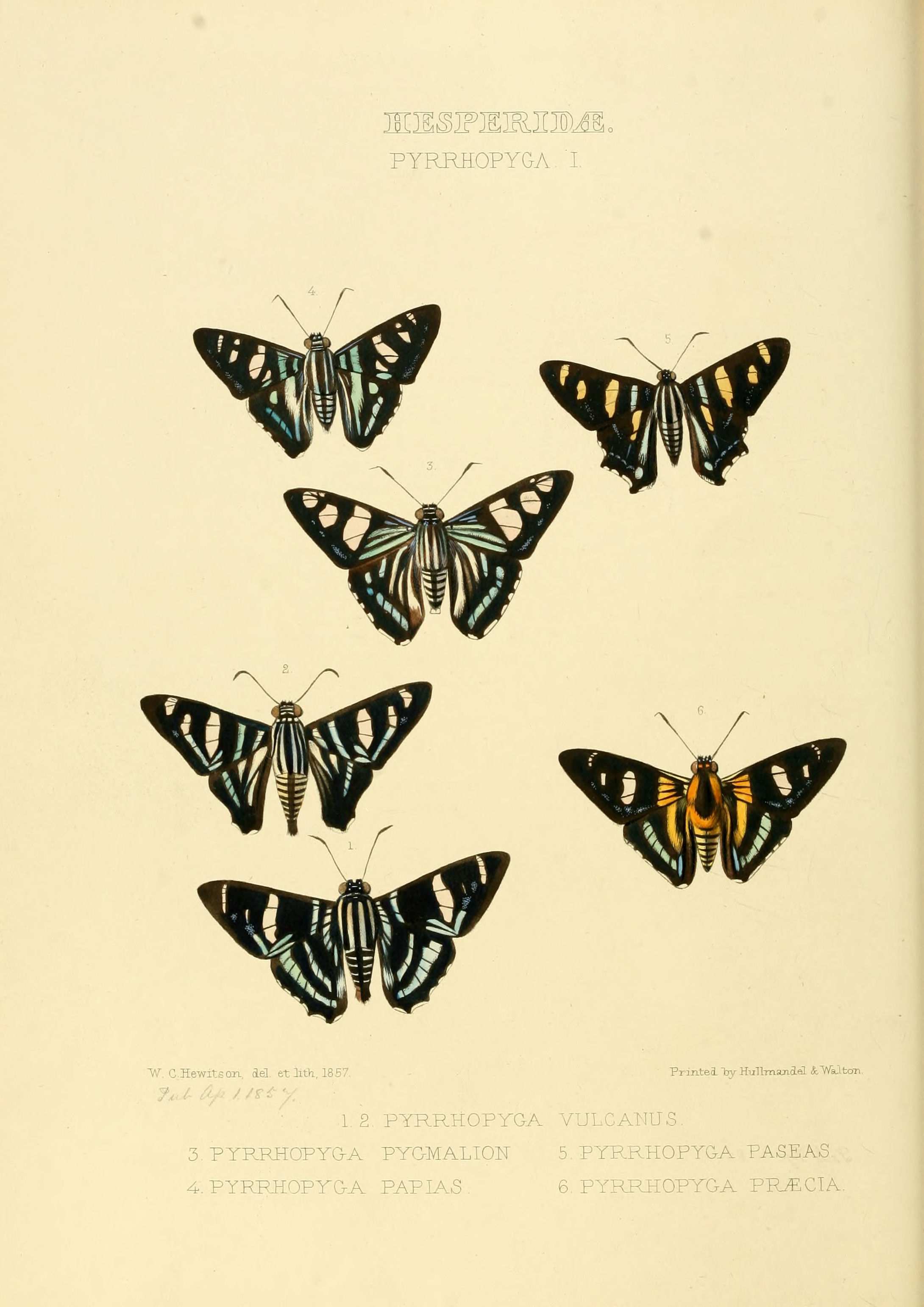

## Dottertaxa tillPhocides, i alfabetisk ordning[1]
- Phocides aberrans
- Phocides albiciliata
- Phocides albicilla
- Phocides batabano
- Phocides batobanoides
- Phocides bellina
- Phocides belus
- Phocides bicolora
- Phocides charon
- Phocides charonotis
- Phocides columbiana
- Phocides cruentus
- Phocides debora
- Phocides decolor
- Phocides disparilis
- Phocides distans
- Phocides dryas
- Phocides dysoni
- Phocides grandimacula
- Phocides hewitsonius
- Phocides imbreus
- Phocides inca
- Phocides iocularis
- Phocides jemadides
- Phocides johnsoni
- Phocides licinus
- Phocides lilea
- Phocides lincea
- Phocides mancinus
- Phocides maximus
- Phocides metrodorus
- Phocides nakawara
- Phocides nigrescens
- Phocides novalis
- Phocides okeechobee
- Phocides oreas
- Phocides oreides
- Phocides padrona
- Phocides palaemonides
- Phocides palemon
- Phocides partia
- Phocides parvus
- Phocides perillus
- Phocides perkinsi
- Phocides phanias
- Phocides pialia
- Phocides pigmalion
- Phocides polybius
- Phocides pratti
- Phocides pyres
- Phocides sanguinea
- Phocides scython
- Phocides sigovesus
- Phocides silva
- Phocides socius
- Phocides spurius
- Phocides tenuistrigae
- Phocides texana
- Phocides thermus
- Phocides tophana
- Phocides unimacula
- Phocides urania
- Phocides valgus
- Phocides vida
- Phocides vulcanides
- Phocides xenocrates
- Phocides yokhara
- Phocides zancleius